# Орден Мая
Орден Мая За заслуги или Майский орден – государственная награда Аргентины за заслуги перед государством.

## История

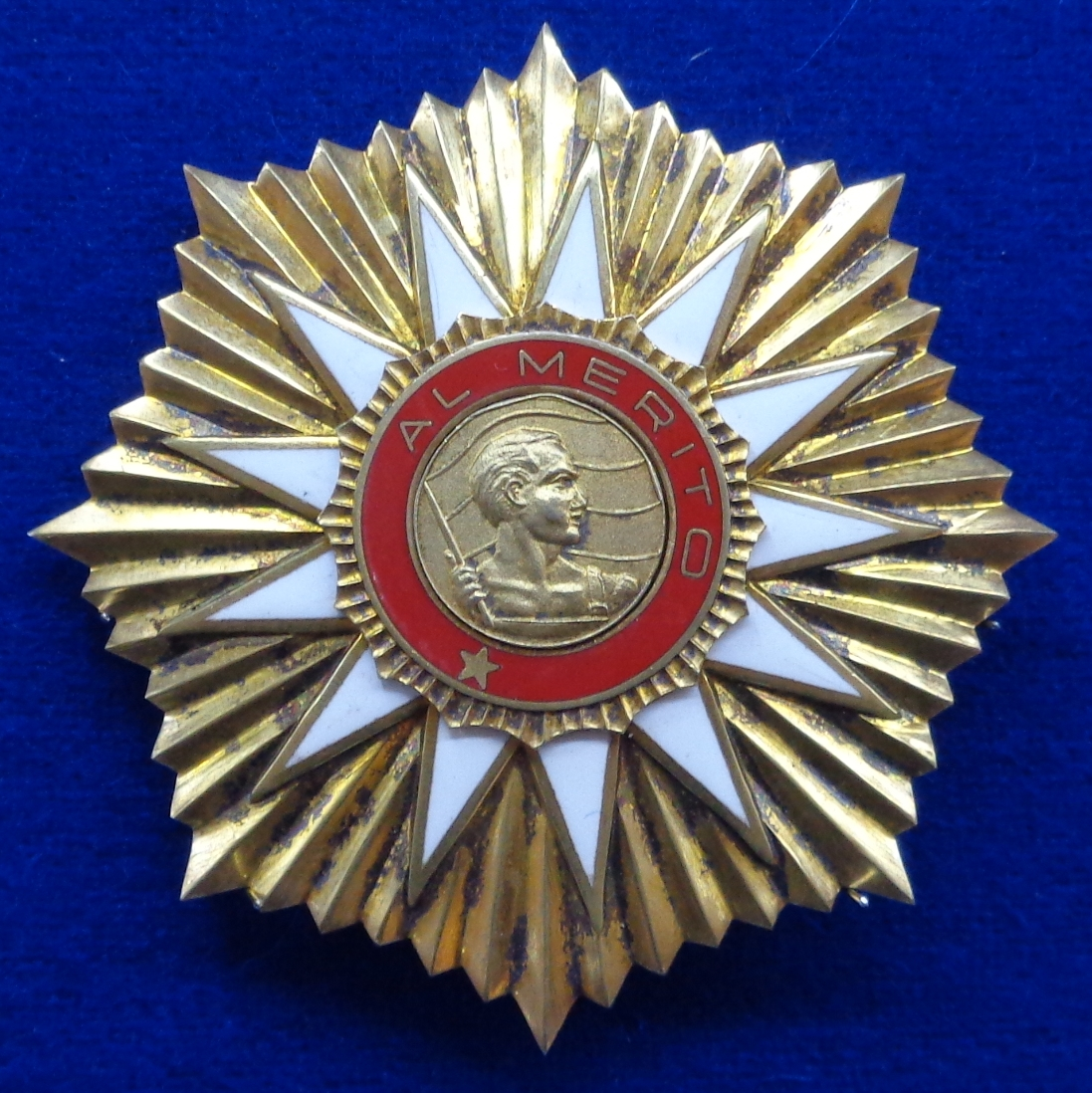
Звезда ордена

В 1946 году Президентом Аргентины Хуаном Доминго Пероном указом № 8506/46 был основан орден Заслуг. В результате военного переворота и отставки Перона вручение ордена прекратилось. Однако 17 декабря 1957 года был издан указ № 16629, восстанавливающий орден под названием «Майский орден» в 4-х степенях в честь Майской революции, послужившей основанием Аргентинской государственности.
Дизайн ордена менялся несколько раз. Связано это, скорее всего, с изменениями политической ситуации в стране и силами, находящимися у власти. В том числе менялось изображение центрального медальона ордена, а также в 1958 году была отменена степень орденской цепи и добавлены промежуточные классы, увеличив их до пяти.
Орден вручается гражданам, внесшим вклад в прогресс, благосостояние, культуру, международное взаимопонимание и солидарность.
Орденом управляет совет, состоящий из министров иностранных дел и обороны под председательством великого магистра ордена в лице президента Аргентины. Министр иностранных дел исполняет обязанности канцлера ордена.
Штаб-квартира ордена находится в здании Министерства иностранных дел Аргентины.

## Степени
Орден Мая за заслуги вручается в пяти классах:
- Кавалер Большого креста – знак ордена на чрезплечной ленте и звезда на левой стороне груди.
- Гранд-офицер – звезда на левой стороне груди.
- Командор – знак ордена на шейной ленте.
- Офицер – знак ордена на нагрудной ленте.
- Кавалер – знак ордена на нагрудной ленте.

| Орденские планки ордена за заслуги | Орденские планки ордена за заслуги | Орденские планки ордена за заслуги | Орденские планки ордена за заслуги | Орденские планки ордена за заслуги |
| ---------------------------------- | ---------------------------------- | ---------------------------------- | ---------------------------------- | ---------------------------------- |
| Кавалер                            | Офицер                             | Командор                           | Гранд-офицер                       | Кавалер Большого креста            |

| Орденские планки ордена за авиационные заслуги (Orden de Mayo Al Mérito Aeronáutico) | Орденские планки ордена за авиационные заслуги (Orden de Mayo Al Mérito Aeronáutico) | Орденские планки ордена за авиационные заслуги (Orden de Mayo Al Mérito Aeronáutico) | Орденские планки ордена за авиационные заслуги (Orden de Mayo Al Mérito Aeronáutico) | Орденские планки ордена за авиационные заслуги (Orden de Mayo Al Mérito Aeronáutico) |
| ------------------------------------------------------------------------------------ | ------------------------------------------------------------------------------------ | ------------------------------------------------------------------------------------ | ------------------------------------------------------------------------------------ | ------------------------------------------------------------------------------------ |
| Кавалер                                                                              | Офицер                                                                               | Командор                                                                             | Гранд-офицер                                                                         | Кавалер Большого креста                                                              |

## Описание
Знак ордена — тринадцатилучевая звезда с бортиком, покрытая эмалью белого цвета и наложенная на восьмиконечную многолучевую звезду, состоящую из разновеликих двугранных лучей. В центре круглый медальон с широкой каймой красной эмали. В центре медальона изображение женского профиля во фригийском колпаке (олицетворение республики). На кайме вверху надпись «AL MERITO», внизу – пятиконечная звёздочка.
На реверсе в центральном медальоне без каймы изображение государственного герба Аргентины в цветных эмалях.
Знак при помощи кольца крепится к орденской ленте.
Звезда ордена аналогична знаку.
Лента ордена красного цвета с белыми полосками по краям.